# (26965) 1997 RW2
(26965) 1997 RW2 est un astéroïde de la ceinture principale d'astéroïdes découvert en 1997.

## Description
(26965) 1997 RW2 a été découvert le 3 septembre 1997 à l'observatoire astronomique de Majorque, au sud de Costitx sur l'île de Majorque en Espagne, par Ángel López Jiménez et Rafael Pacheco.

### Caractéristiques orbitales
L'orbite de cet astéroïde est caractérisée par un demi-grand axe de 2,70 UA, un périhélie de 2,39 UA, une excentricité de 0,11 et une inclinaison de 3,82° par rapport à l'écliptique. Du fait de ces caractéristiques, à savoir un demi-grand axe compris entre 2 et 3,2 UA et un périhélie supérieur à 1,666 UA, il est classé, selon la JPL Small-Body Database, comme objet de la ceinture principale d'astéroïdes.

### Caractéristiques physiques
(26965) 1997 RW2 a une magnitude absolue (H) de 14,9 et un albédo estimé à 0,259.